# Tour de Colombie 1975
Le Tour de Colombie 1975, qui se déroule du 7 au 19 juillet 1975, est une épreuve cycliste remportée par le Colombien Rafael Antonio Niño qui empoche ainsi son troisième Tour de Colombie après ceux de 1970 et 1973. Cette course est composée de quatorze étapes.

## Classement général
| Classement final | Classement final        | Classement final | Classement final      | Classement final    |
|                  | Coureur                 | Pays             | Équipe                | Temps               |
| ---------------- | ----------------------- | ---------------- | --------------------- | ------------------- |
| 1er              | Rafael Antonio Niño     | Colombie         | Banco Cafetero        | en 42 h 41 min 16 s |
| 2e               | José Patrocinio Jiménez | Colombie         | Minobras              | + 6 min 7 s         |
| 3e               | Carlos Siachoque        | Colombie         | Polimeros Colombianos | + 8 min 41 s        |
| modifier         |                         |                  |                       |                     |